# Chiesa della Natività di Maria (Vigasio)
La chiesa della Natività di Maria, nota anche come santuario della Madonna di Campagnamagra  è una chiesa sussidiaria della parrocchia di San Zeno di Vigasio, in provincia e diocesi di Verona; fa parte del Vicariato di Villafranca-Valeggio, precisamente dell'Unità Pastorale Castel d’Azzano-Vigasio.

## Storia
Campagnamagra oggi si trova a circa un chilometro dal centro di Vigasio. Curiosamente, la località in antichità si chiamava Campagna Grassa ed era proprietà del Comune di Vigasio, come risulta da una carta topografica del 4 agosto 1568. In essa vi è il lago di Vaccaldo, ormai scomparso e l’attuale Campagnamagra, con un fienile di proprietà comunale. Il toponimo mutò in quello attuale (con la versione intermedia “Campagna Magra”) probabilmente perché quei terreni, fin dall’XI secolo, dopo la bonifica dei Benedettini (Vigasio era sotto la giurisdizione dell’Abbazia di San Zeno), quei terreni erano stati adibiti a pascolo. Col progressivo disboscamento e l’aumento delle aree coltivabili, questa zona di campagna perse l’importanza avuta in precedenza, definendola così magra, cioè poco produttiva.
La prima traccia storica della chiesetta della Madonna di Campagnamagra è datata 6 settembre 1685. Quel giorno l’arciprete di Povegliano, il Vicario Foraneo don Angelo Barcolini, su richiesta dei suoi superiori, si recò nel luogo dove sarebbe sorta la nuova cappella e stilò un resoconto della visita. Egli dichiara la presenza di un fienile, quello comunale, sul quale è dipinta un’immagine della Beata Vergine Maria con il Bambino Gesù, San Giovanni Battista e un altro Santo, secondo lui un San Cristoforo. Forse un’immagine voluta da pastori e mandriani oppure voluta dalla comunità di Vigasio durante la peste del 1630, come dimostrerebbero le figure dei Santi, ben riconosciute dopo l’ultimo restauro del 1994, quelle di San Rocco e di San Sebastiano, visto il loro patrocinio.
Dieci giorno dopo l’arciprete di Vigasio, don Vicenzo Mirandola, concesse la licenza alla costruzione del luogo di culto che, da un documento del 17 maggio 1687, risulta edificato.
Col tempo la chiesetta divenne un vero e proprio santuario, come testimoniano i numerosi ex voto conservati.
Grazie alle visita pastorale del Vescovo di Verona Marco Gradenigo, futuro Patriarca di Venezia, del 1714 si apprende che la chiesetta era mantenuta dalle elemosine dei fedeli, che vi veniva celebrata la Santa Messa ogni sabato e che ogni anno, nel mese di settembre, vi si recava la gente processionalmente. In quest’occasione veniva celebrata una Messa solenne per sciogliere i voti dei devoti verso la Beata Vergine Maria.
Solo nel 1839, grazie ad un documento dell’arciprete di Vigasio, don Giulio Allegri, inviato alla Curia diocesana veronese si apprende che la dedicazione dell’edificio è alla Natività di Maria. Curioso poi notare che solo nel 1912, in preparazione alla visita pastorale del Cardinale Bartolomeo Bacilieri alla più volte menzionata “Madonna di Campagna” si aggiunge il termine “magra”.
Nel XX secolo fu restaurata quattro volte: nel 1938 (grazie all’interessamento dell’illustre concittadino Italo Montemezzi), nel 1972, nel 1978 e nel 1994. In quest’ultimo intervento furono restaurati gli affreschi dell’arco trionfale e del presbiterio.

## Descrizione

### Esterno
La facciata a capanna, rivolta a occidente, è in stile rinascimentale, con al centro un portale rettangolare sovrastato da un timpano sostenuto da due paraste angolari. Ai lati due grandi finestre rettangolari, mentre il frontone non ha elementi decorativi.

Sul timpano che chiude la facciata è presente un oculo affiancato da due angioletti, mentre sui vertici si trovano tre pinnacoli in pietra con croci metalliche.

### Interno
L’interno è un’aula unica con copertura a capriate lignee, mentre i muri sono intonacati e tinteggiati. Il pavimento dell’aula è in piastrelle quadrate in cemento bianche e nere alternate. Un’unica finestra sul fianco sud introduce, assieme all’oculo in facciata, la luce naturale nella navata.
Sulla parete sinistra trova posto un’epigrafe trovata nel fosso vicino alla chiesetta e collocata in essa da don Gedeone Massaggia, arciprete di Vigasio dal 1907 al 1959. Riguarda la chiesa parrocchiale di Forette, di cui si ricorda come la cura parrocchiale fosse stata trasferita il 26 febbraio 1757 alla parrocchia di Castel d'Azzano, ma che il luogo di culto rimaneva soggetto alla pieve di Vigasio.
Sulla parete destra si trovava un quadro, non in buone condizioni, di cui, nella parte inferiore si notava la presenza di San Zeno e Santa Eurosia, un’opera probabilmente del Settecento. Restaurato, oggi è nella chiesa parrocchiale di Vigasio.
L’arco trionfale a sesto ribassato, impostato su finti pilastri, presenta nel soprarco un’Annunciazione con al centro Dio Padre. Dal centro pende una tavola lignea modellata e dipinta in forma di drappo che ricorda come l’altare sia privilegiato in perpetuo. Forse la scritta fu appesa dopo che il 14 agosto 1760 fu concessa da Roma l’indulgenza plenaria per i devoti della Beata Vergine di Campagnamagra.
Il presbiterio, a cui sono affiancati due ambienti laterali adibiti a sacrestia e a ripostiglio (a cui si accede tramite le due porte), ha una volta a botte affrescata e il pavimento con piastrelle in cemento con inserti colorati che costituiscono un disegno geometrico policromo. Proprio il presbiterio, con specchiature dorate, finiti marmi policromi e simboli mariani, contrasta con la semplicità dell’aula.
Sul fondo del presbiterio vi è l’altare, mentre il tabernacolo, prima del restauro del 1994 al centro dell’altare, ora è stato murato nella parete sinistra dell’aula. Presenta due colonne in marmo rosso che sostengono un timpano barocco, mentre al suo interno vi è dipinto a tempera su muro un Crocifisso piuttosto ricercato nei dettagli anatomici e nelle linee del perizonium. Fino al restauro del 1972 quest’opera era coperta dalla tela che era stata poi collocata sulla parete destra.
Nel frontone dell’altare, quasi all’altezza dei capitelli delle colonne, è collocato un affresco, restaurato nel 1994, probabilmente quello che ha portato alla costruzione del luogo di culto (è databile alla fine del XV secolo), raffigurante la Madonna con il Bambino tra i Santi Rocco e Sebastiano. In precedenza era coperto da un quadro, un olio su tela di fine Seicento, raffigurante Maria Bambina fra Sant'Anna e San Gioacchino, che, di fatto, ha segnato per anni la venerazione alla Natività di Maria. Oggi l’opera è collocata sulla parete sinistra della chiesa.
Allo stesso stile della cornice del quadro appena descritto si possono ricondurre due angeli cerofori, opere di fine Seicento o Settecento, che oggi sono poste nel santuario solo per l’8 settembre. Furono l’unica refurtiva ritrovata dopo il furto avvenuto nei primi anni Settanta del XX secolo, quando vennero rubati assieme a due lampadari, uno ligneo con candele e l’altro in ottone, che servivano a illuminare la chiesa durante i riti, e ai candelabri in legno finemente lavorati.
Ai lati del presbiterio vi sono due dipinti murali con due soggetti particolari. A sinistra uno specchio esagonale che riflette un raggio di sole e un motto latino, traducibile come “Mostra il ricevuto” che spiega la raffigurazione, riferita alla Vergine Maria. A destra un sole e un arcobaleno con motto latino traducibile con “Poiché ha guardato”, ripreso dal Magnificat, richiamante la missione della Madre di Dio, qui intuibile come Regina della Pace.
Con il restauro del 1978 si era deciso di coprire le pareti del presbiterio in legno fino ad altezza d’uomo, ponendo ai lati dell’altare due mensole lignee per sostenere due statue in gesso smaltato raffiguranti Nostra Signora di Lourdes e Santa Rita da Cascia, poi poste esternamente al presbiterio.

## Campanile
Il campanile a vela, sulla falda meridionale della copertura del presbiterio è in muratura e termina con una merlatura ghibellina.
Il campanile contiene una campana donata ufficialmente domenica 21 agosto 1988 durante una Santa Messa da don Egidio Baietta, parroco di Vigasio dal 1963 al 1973. La campana precedente era stata rubata